# أتاوالبا
أتاوالبا (بالإسبانية: Atahuallpa) هو آخر ملوك الإنكا وابن واينا كاباك من زوجته باتشا وهي أميرة من مملكة كيتو المحتلة وأخ واسكار. تولى واسكار الحكم عندما مات أبوه أما أتاوالبا فاعتبر غير شرعي لأنه لم يكن من دم ملكي خالص وأخذ مملكة كيتو، لكن واسكار أصر أن تكون هذه المملكة ضمن الإمبراطورية ما أشعل الغيرة بينهما وهو الأمر الذي ساهم في دمارهما لاحقا. وافق واسكار على أن يحتفظ أتاوالبا بحكم مملكة كيتو (بناء على طلب واينا كاباك) شريطة أن يقدم الجزية له وألا يقوم بأية فتوحات خارج سلطانه.
نقضت هذه الشروط من قبل أتاوالبا الذي جمع جيشا كبيرا بالسر، وبدأت الحرب بينهما عند وصول الأسبان وذلك عندما قدم فرانسيسكو بيسارو إلى بلدة سان ميغيل الحالية، وانهزم واسكار في كوزكو ورمي في السجن وأصبح أتاوالبا الحاكم، حيث أباد كل أنصاره وقتل وعذب كل عائلته وأتباعه. وهذه القصة رواها الكتاب الحوليون الإسبان، وشهاداتهم يحوم حولها الشك، فقد رأوا أن موت واسكار حليفهم المزيف وكذلك طغيان أتاوالبا كانا ضمن أسباب إعدامه.
اتجه بيزارو إلى كاخاماركا ووصلها في سبتمبر 1532 حيث كان بها الإمبراطور واستقبلهم السكان بكرم ودخل الأسبان المدينة في 15 نوفمبر وأرسل بيزارو أخاه مع هرناندو دي سوتو ليقابلوا الإمبراطور وفي مساء اليوم التالي دخل أتاوالبا الساحة الكبيرة يرافقه أربعة أو خمسة آلاف رجل غير مسلحين أو مسلحين بمضارب قصيرة ومقاليع، لكن بيزارو جمع جنوده ومدفعيته على الشوارع حول الساحة وتقابل الراهب فيسينتي دي فالفيردي مع الإمبراطور من خلال مترجم وتكلم معه حول العقائد الأساسية للمسيحية الكاثوليكية واختتم كلامه بأن يصبح مسيحيا ويطيع البابا ويدفع الجزية لشارل الخامس، وشرح له أنه بسبب وثنيته فقد منح البابا مملكتهم إلى العرش الإسباني.
بعد الخطبة رد عليه الإمبراطور بسؤال معتدل في البداية حيث تكلم عن نقاط صعبة الفهم في المسيحية ثم رفض أن يكون شارل الذي لم يعرف عنه شيئا أن يكون حاكما عليه وأخذ الإنجيل من يد الراهب وبعد النظر إليه ورماه بعنف إلى الراهب وبدا خطبة متقدة حيث كشف نوايا الأسبان ووبخهم على الفظاعات التي ارتكبوها وتراجع الراهب قبل أن يعطي بيزارو الإشارة بالهجوم فأتوا بسرعة إلى البيروفيين المدهوشين والعزل فقتلوهم بالمئات، وبيزارو نفسه حاول القبض على الإمبراطور حيا وتلقى بالخطأ جرحا في يده كان الجرح الوحيد الذي تلقاه أسباني ذلك اليوم.
بعد أن تم القبض عليه غدرا، عرض أتاوالبا فدية كبيرة على نفسه وحقق الشرط لكن بيزارو احتجزه حتى وصل ألماغرو ومعه أسبان كفاية ليغطوا المنطقة، فقام أتاوالبا في الأسر بإصدار أمر بقتل أخيه واسكار وتم تنفيذ الأمر. وجمع جيش كافي لرد الغزاة ولكن تمت خيانته وعقد بيزارو محاكمته بسرعة على عدة تهم منها قتل أخيه، وحكم عليه بالموت حرقا وهي عقوبة الكافر ولكن الملك الوثني أعلن نفسه مسيحيا فتعمد على يد كهنة يرافقون الغزاة وحكم عليه بالموت خنقا يوم 29 أغسطس 1533 وأحرقت جثته بعدها وأرسل الرماد إلى كيتو.